# Бифранђи (Виченца)
Бифранђи је насеље у Италији у округу Виченца, региону Венето.
Према процени из 2011. у насељу је живело 7 становника. Насеље се налази на надморској висини од 121 м.